# Rząd (teoria grup)
Rząd – pojęcie oddające intuicję „rozmiaru” (w sensie „rzędu wielkości”) danej grupy i ułatwiające przy tym opis jej podgrup; w szczególności rzędem elementu nazywa się rząd („rozmiar”) najmniejszej (pod)grupy zawierającej ten element.
W dalszej części artykułu grupy zapisywane będą w notacji multiplikatywnej, a symbol {\displaystyle e} będzie oznaczać ich element neutralny.

## Definicja
Rzędem grupy {\displaystyle (G,\cdot )} nazywa się moc zbioru {\displaystyle G.} Jeżeli {\displaystyle G=\langle g\rangle ,} tzn. grupa {\displaystyle G} jest generowana przez element {\displaystyle g,} to rzędem elementu {\displaystyle g} nazywa się rząd grupy {\displaystyle G} (w szczególności odnosi się to do grupy będącej podgrupą innej). Ponieważ {\displaystyle \langle g\rangle } jest grupą cykliczną, to korzystając z jej definicji rząd elementu często określa się w następujący, równoważny sposób: rzędem elementu {\displaystyle g} nazywa się najmniejszą dodatnią liczbę naturalną {\displaystyle n,} która spełnia {\displaystyle g^{n}=e.} Jeśli taka liczba nie istnieje, to przyjmuje się, że rząd elementu {\displaystyle g} jest nieskończony.
Rząd grupy {\displaystyle G} oznacza się symbolami {\displaystyle \mathrm {ord} (G),\mathrm {o} (G)} (od ang. order, tu: „rząd”), {\displaystyle \mathrm {rz} (G),\mathrm {r} (G)} (od „rząd”), bądź {\displaystyle |G|,\#G} (oznaczenia mocy zbioru). Rząd elementu {\displaystyle g} oznacza się zwykle za pomocą czterech pierwszych z ww. symboli, tzn. {\displaystyle \mathrm {ord} (g),\mathrm {o} (g),\mathrm {rz} (g),\mathrm {r} (g);} definicje rzędów elementu i grupy powiązane są zatem następującym wzorem:
{\displaystyle \mathrm {ord} (g)\ {\overset {\underset {\mathrm {df} }{\ }}{=}}\ \mathrm {ord} {\big (}\langle g\rangle {\big )}.}
Przedstawioną definicję rzędu (jako mocy nośnika grupy) spotyka się zwykle w monografiach, w podręcznikach częstsze jest wykorzystanie liczebności zbioru (pokrywa się z przytoczoną definicją), gdy jest on skończony, w pozostałych przypadkach, bez względu na rodzaj nieskończoności, przyjmuje się, że rząd również jest nieskończony, co dla grupy {\displaystyle G} zapisuje się zwykle {\displaystyle \mathrm {ord} (G)=\infty } i podobnie w przypadku rzędu elementu.

## Przykłady

Grupa przekształceń geometrycznych zachowujących trójkąt równoboczny (z pokolorowanymi dla wygody na czerwono, niebiesko i zielono wierzchołkami) składa się z sześciu przekształceń: identyczności, dwóch obrotów (o 120°, 240°) wokół środka tego trójkąta i trzech symetrii o osiach przechodzących przez ustalony wierzchołek i środek trójkąta.
Identyczność (zachowująca kolory) jest elementem rzędu pierwszego; obroty wymagają trzykrotnego przyłożenia, aby uzyskać wyjściowy trójkąt (tzn. układ kolorów sprzed ich zastosowania), są więc elementami rzędu trzeciego; anulowanie symetrii wymaga jej powtórzenia, dlatego są one elementami rzędu drugiego (zamieniają kolory dwóch wierzchołków pozostawiając trzeci niezmienionym).

- Rząd grupy trywialnej {\displaystyle E} wynosi {\displaystyle 1;} generowana jest ona przez jedyny jej element {\displaystyle e,} stąd {\displaystyle \mathrm {ord} (E)=\mathrm {ord} (e)=1} i dlatego rząd podgrupy trywialnej, czyli grupy generowanej przez element neutralny, również wynosi {\displaystyle 1.} Ponieważ istnieje tylko jedna podgrupa rzędu {\displaystyle 1,} to element mający rząd {\displaystyle 1} musi być elementem neutralnym.
- Grupa symetryczna {\displaystyle S_{3}} to grupa wszystkich permutacji trójelementowego zbioru; można ją utożsamiać z grupą diedralną {\displaystyle D_{3}} będącą grupą izometrii własnych trójkąta równobocznego (zob. rysunek obok). Wspomniane grupy mają sześć elementów, zatem {\displaystyle \mathrm {ord} (S_{3})=\mathrm {ord} (D_{3})=6.} Symetrie osiowe trójkąta równobocznego polegają na zamianie dwóch jego wierzchołków, odpowiada to ich permutacjom będącym transpozycjami – są to elementy rzędu drugiego. Obroty tego trójkąta polegają na cyklicznej zmianie miejscami wszystkich wierzchołków, czyli permutacji cyklicznej zmieniającej każdy z nich – są to elementy rzędu trzeciego.
- Choć grupy {\displaystyle S_{3}} i {\displaystyle D_{3}} mają rząd {\displaystyle 6,} to brak w nich elementu o tym rzędzie, jednakże wszystkie elementy w niej zawarte są dzielnikami {\displaystyle 6.} Uwaga ta wynika z obserwacji ogólniejszej natury (zob. twierdzenie Lagrange’a). Inną grupą rzędu {\displaystyle 6,} o strukturze odbiegającej od struktury powyższych grup (tzn. nieizomorficzna z powyższymi; z dokładnością do izomorfizmu istnieją tylko dwie grupy tego rzędu) jest grupa cykliczna rzędu {\displaystyle 6,} która zawiera element tego rzędu.
- Jeżeli każdy element danej grupy, poza neutralnym, jest rzędu {\displaystyle 2,} to dowolne dwa elementy są ze sobą przemienne (grupa jest abelowa)[1]. Twierdzenie odwrotne nie jest prawdziwe – kontrprzykładem może być wyżej wspomniana grupa cykliczna rzędu {\displaystyle 6,} która jest abelowa, lecz istnieją w niej elementy rzędu {\displaystyle 3.}
- Jeżeli rząd dowolnego elementu grupy jest skończony, to nazywa się ją grupą torsyjną. Rzędy elementów grupy skończonej są również skończone, zatem każda grupa skończona jest torsyjna; istnieją jednak grupy torsyjne nieskończonego rzędu, np. grupa {\displaystyle \mathbb {C} ^{*}} pierwiastków z jedynki.

## Własności
Napisy {\displaystyle (n,m)} oraz {\displaystyle [n,m]} będą oznaczać odpowiednio największy wspólny dzielnik oraz najmniejszą wspólną wielokrotność liczb {\displaystyle n,m.}
Kluczową własnością rzędu jest następujący fakt:
{\displaystyle g^{k}=e} wtedy i tylko wtedy, gdy rząd {\displaystyle g} jest dzielnikiem {\displaystyle k}.
Stąd jeśli {\displaystyle g} ma rząd {\displaystyle n,} to {\displaystyle g^{k}=g^{l}} dla dowolnych liczb całkowitych {\displaystyle k,l} wtedy i tylko wtedy, gdy {\displaystyle k\equiv l{\bmod {n}}}. Jeżeli {\displaystyle g} jest rzędu {\displaystyle n,} to {\displaystyle g^{k}} ma dla dowolnego całkowitego {\displaystyle k} rząd {\displaystyle {\tfrac {n}{(k,n)}}}. Wynikają stąd dwa ważne wnioski: jeśli {\displaystyle g} jest rzędu {\displaystyle n} oraz {\displaystyle d|n} i {\displaystyle d>0,} to {\displaystyle g^{d}} jest rzędu {\displaystyle {\tfrac {n}{d}};} jeśli {\displaystyle g} jest rzędu {\displaystyle n} oraz {\displaystyle g^{k}} ma rząd {\displaystyle n} wtedy i tylko wtedy, gdy {\displaystyle (k,n)=1}.
W ogólności niewiele można powiedzieć o rzędzie {\displaystyle gh} na podstawie rzędów {\displaystyle g} oraz {\displaystyle h}. Jeśli jednak elementy te komutują (są przemienne, tzn. {\displaystyle gh=hg}), to ich skończony rząd pociąga skończony rząd ich iloczynu. Jeśli rzędy {\displaystyle g} i {\displaystyle h} są ponadto względnie pierwsze, to rząd ich iloczynu jest iloczynem ich rzędów. Z tej obserwacji wynika, że jeżeli elementy {\displaystyle g} rzędu {\displaystyle n} oraz {\displaystyle h} rzędu {\displaystyle m} komutują, to pewien ich iloczyn {\displaystyle g^{a}h^{b}} ma rząd {\displaystyle [n,m]} – ideą stojącą za tym wnioskiem jest zapisanie {\displaystyle [n,m]} jako iloczynu dwóch względnie pierwszych czynników i znalezieniu wykładników takich {\displaystyle a,b,} by elementy {\displaystyle g^{a}} i {\displaystyle h^{b}} miały rząd równy tym czynników, a ich iloczyn miał rząd równy iloczynowi tych liczb (tu stosuje się poprzednie stwierdzenie), równy z konstrukcji {\displaystyle [n,m]}.
Jeśli dowolne dwa elementy grupy komutują, to grupę nazywa się abelową (przemienną). W skończonej grupie abelowej rzędu {\displaystyle n} dla dowolnego elementu {\displaystyle g} zachodzi {\displaystyle g^{n}=e}. Z tego faktu oraz „własności kluczowej” wynika bezpośrednio, iż
każdy element grupy abelowej skończonego rzędu {\displaystyle n} ma rząd dzielący {\displaystyle n.}
Wniosek ten jest prawdziwy również w przypadku nieprzemiennym: nosi wtedy nazwę twierdzenia Lagrange’a – jego dowód wymaga jednak innych środków; jego pewnym odwróceniem są twierdzenie Cauchy’ego oraz, ogólniejsze, twierdzenia Sylowa.
Ważnym twierdzeniem mówiącym o rzędach elementów grupy multiplikatywnej {\displaystyle \mathbb {Z} _{p}^{*}} jest małe twierdzenie Fermata, pomocny jest też wniosek z niego płynący znany jako twierdzenie Eulera.